# JMicron
JMicron Technology Corporation (кит. 智微科技; пиньинь: Zhìwēi Kējì) — тайваньская компания, разработчик и бесфабричный производитель полупроводниковых устройств. Расположена в городе Синьчжу, Тайвань. В качестве производителя электронных интегральных микросхем, она производит микросхемы контроллеров для устройств сопряжения, специализируясь на контроллерах высокоскоростных интерфейсов, в частности, SATA, PCI-express, USB в сегментах накопителей информации.

## История

### 2001—2007
Основана в сентябре 2001 года. Штаб-квартира в городе Синьчжу, Тайвань. У компании есть свой конструкторско-исследовательский центр в Ирвайне (Калифорния, США).
В 2002 году компания начала разработку контроллера для устройств сопряжения USB 2.0 и SATA.
JMicron начала работать с накопителями SSD в 2006 году, выпустив первое поколение своих контроллеров для накопителей SSD, JMF601A/602A, в конце 2007 года.
Флеш-контроллеры от JMicron широко применялись многими производителями накопителей SSD: ASUS Eee PC, Corsair, OCZ и Transcend. JMicron стала одной из первых компаний, предложивших контроллер SSD этим компаниям, позволив им выпустить недорогие MLC SSD.

### После 2008 года

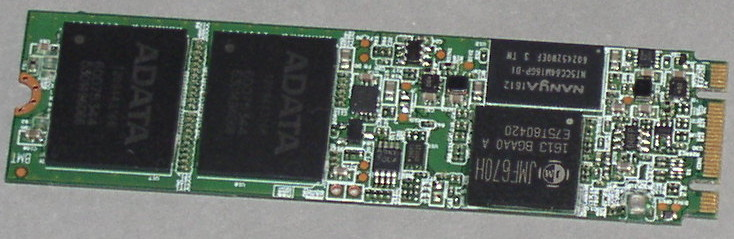
Твердотельный накопитель на базе контроллера JMF670H

В начале 2008 года в JMF601A/602A были обнаружены проблемы с задержкой записи, которые происходили в почти заполненой данными системе, а хост продолжал записывать данные. Вскоре компания выпустила JMF601B/602B с решённой проблемой задержки записи. В том же 2008 году JMicron представила множество периферийных продуктов. JMB353, внешний контроллер жёсткого диска, позволяющий обмен данными между шинами Hi-Speed USB или IEEE1394 и интерфейсом SATA II. Основной особенностью этого устройства был интегрированный приёмопередатчик шины IEEE1394. Также была представлена серия микросхем JMB38x (контроллеры обмена данными между шиной PCIe и картридером или шиной IEEE 1394), JMB211 (микросхема приёмопередатчика физического уровня сети Gigabit Ethernet), JMB352 (внешний контроллер жёсткого диска для обмена данными между шиной Hi-Speed USB или интерфейсом eSATA и 2 портами SATA II) и JMB325 (разветвитель (англ.) 1 порта SATA II на 5 портов с функцией аппаратного RAID).
В 2009 году была выпущена микросхема JMF612, которая была популярна в течение 2010 года во множестве накопителей SSD. Особенно 2009 год стал вехой для JMicron, так как компания достигла высших позиций среди поставщиков контроллеров для устройств сопряжения внешних жёстких дисков и контроллеров SATA-PATA, поставив 35 млн и 15 млн штук, соответственно.
В октябре 2010 года JMicron разместила акции на тайваньской бирже Gre Tai Securities Market (кит.). Также в 2010 году двойной исследовательский отчёт компании Gartner показал, что JMicron занимает первое место среди производителей интерфейсных контроллеров по доле рынка. В 2010 году компания также прославилась тем, что украденным сертификатом открытого ключа JMicron был подписан исполняемый код вируса Stuxnet.
После развития своей собственной технологии устройств физического уровня и высокоскоростной передачи данных в предыдущие годы, вследствие плавного роста в длительной перспективе, JMicron диверсифицировала бизнес до производства контроллеров для ноутбуков и материнских плат. В 2011 году JMicron выиграла заказ от Western Digital и Samsung Electronics на контроллер жёсткого диска с интерфейсом USB 3.0, с прогрнозируемым ростом объёма продаж на 10 %.
В конце 2011 года контроллер JMF661 был выпущен в качестве 3 поколения контроллеров накопителей SSD, и показал себя как эффективный продукт начального уровня. В 2013 году была выпущена серия контроллеров JMF667 с внешней кэш-памятью DDR3 объёмом 512 Мбайт, поддерживающих работу с накопителями объёмом до 256 Гбайт. В 2013 году анализ показал, что технологии контроллеров накопителей SSD и микросхем высокоскоростных интерфейсов передачи данных составляют 29 % и 67 % продаж компании, соответственно.
В течение 2014 года контроллер JMF667H был рассмотрен во множестве обзорных статей на таких профильных профильных интернет-сайтах Tom's Hardware, AnandTech и TweakTown.
В 2016 году JMicron выделила своё подразделение по SSD в Maxiotek Corporation, тайваньскую компанию занимающуюся разработкой и сбытом контроллеров для SSD. В то же время JMicron выпустила JMS576, свой первый контроллер конвертер интерфейсов Type-C USB 3.1 Gen 1 в SATA 6Gbps.

## Продукция

### Контроллеры сопряжения интерфейсов
USB 3.1
JMicron JMS583: USB 3.1 Gen2 to PCIe/NVMe Gen3x2 speed up to 10Gbps

#### USB 3.0
- JMS561: USB 3.0 в 2-портовый SATA III с функцией RAID[17]
- JMS561U: USB 3.0 в 2-портовый SATA III с функцией CLONE
- JMS562: USB 3.0 и eSATA III в 2-портовый SATA III с функцией RAID
- JMS567: USB 3.0 в SATA III 6 GB/s, =3,3 В
- JMS568: USB 3.0 в SATA III 6 GB/s, =2,5 В
- JMS578: USB 3.0 в SATA III 6 GB/s, =2,5 В
- JMS576: USB Type-C 3.1 Gen1 в SATA III 6 GB/s, =2,5 В

#### USB 2.0
- JMB352: USB 2.0 и SATA II в 2-портовый SATA II с функцией RAID[18]
- JMB352U: USB 2.0 и SATA II в 2-портовый SATA II с функцией умножителя портов SATA
- JMB355: USB 2.0, eSATA и IEEE 1394A/B в SATA II
- JM20329: USB 2.0 в SATA (масочное ПЗУ)
- JM20337: USB 2.0 в SATA и PATA

#### Двунаправленный SATA в PATA
- JMD330: Serial ATA (SATA в PATA)[19]
- JMH330/S: Serial ATA (PATA в SATA)

#### Port Multiplier/Selector и RAID
- JMB320: 1 to 2-port Serial ATA II Port Multiplier or 2 to 1-port Serial ATA II Port Selector[20]
- JMB321: 1 to 5-port Serial ATA II Port Multiplier or 5 to 1-port Serial ATA II Port Selector
- JMB390: 1 to 2-port Serial ATA II Port Multiplier & RAID-0/1/10 Controller
- JMB393: 1 to 5-port Serial ATA II RAID-5 Controller
- JMB394: 1 to 5-port Serial ATA II RAID-5 Controller with LCM interfaces
- JMB572: 1 to 2-port Serial ATA III Port Multiplier or 2 to 1-port Serial ATA III Port Selector
- JMB575: 1 to 5-port Serial ATA III Port Multiplier or 5 to 1-port Serial ATA III Port Selector

## Совместимость с Linux
SATA и IDE контроллеры JMicron не совместимы с некоторыми загрузчиками операционных систем. В частности, с них нельзя загрузиться, если используется загрузчик GRUB в Ubuntu Linux версий до августа 2006 года, с ядром версии 2.6.17 и более ранних. Эта проблема решена начиная с версии 2.6.18 ядра Linux и с версии 1.06.53 микропрограммы контроллеров JMicron, но необходимо обновить микропрограмму BIOS материнской платы. С другими загрузчиками, такими как загрузчик Windows или EXTLINUX, контроллеры работают без замечаний.